# Blello
Blello (lombardul: Blèl) település Olaszországban, Lombardia régióban, Bergamo megyében. Lakosainak száma 71 fő (2023. január 1.). Blello Berbenno, Val Brembilla és Corna Imagna községekkel határos.

## Népesség
A település népességének változása:
| Lakosok száma | 71   | 75   | 71   |
|               | 2017 | 2018 | 2023 |